# Suzan Gail LeVine
Suzan Gail LeVine dite « Suzi » LeVine , née le 17 novembre 1969, est une diplomate américaine, ambassadrice des États-Unis auprès de la Suisse et du Liechtenstein en poste à Berne du 30 mai 2014 au 20 janvier 2017. 

## Biographie
Suzi LeVine  est titulaire d’une licence en génie mécanique avec une spécialisation en aérospatiale et d’une licence d’anglais de l'université Brown. Avant de rejoindre le gouvernement des États-Unis, Suzi LeVine travaille de 2009-2012 chez Microsoft en tant que directrice des partenariats stratégiques pour la communauté étudiante et directrice de communication pour l'éducation puis directrice du marketing chez Expedia. De 2006 à 2013, elle co-fonde puis préside l’institut de l’apprentissage et des sciences du cerveau à l'université de Washington, un institut de recherche sur l'apprentissage précoce.
Venant de la société civile, sa nomination en tant qu'ambassadrice vient récompenser son engagement dans la recherche de fonds durant la campagne de Barack Obama. Elle lève en effet 1,5 million de dollars en 2008 et 2012.
Le 2 juin 2014 Suzi LeVine prête serment en plaçant une main sur un Kindle Touch et devient ainsi la première haute fonctionnaire américaine à jurer sur une tablette numérique. La tablette est ensuite offerte au musée de la communication à Berne. Lors de son mandat d'ambassadrice, elle est très présente sur les réseaux sociaux et un de ses tweets sur le chaos dans les remontées mécaniques à Adelboden agace plusieurs personnalités suisses,.
Lors d'un entretien le 19 septembre 2014 avec l'Office fédéral de la justice, elle aurait fait pression pour que la Suisse n'offre pas l'asile politique à Edward Snowden.
Elle démissionne de son poste en janvier 2017 et est remplacée en septembre 2017 par Edward McMullen.

## Distinction
- 2017 : docteur honoris causa de l'École polytechnique fédérale de Lausanne[7]